# Saxomat
Saxomat — фирменное название системы автоматического электропневматического привода сцепления производства Fichtel & Sachs, устанавливавшейся в качестве опции на целый ряд европейских автомобилей пятидесятых — шестидесятых годов, включая Fiat 1800, Saab, Volkswagen Beetle, Borgward, Goliath, DKW, BMW, NSU, Glas.
Фирма Opel продавала её под названием Olymat.
Близкая по функциональности система устанавливалась на рубеже 50-х— 60-х годов на автомобили Mercedes-Benz под названием Hydrac, она отличалась наличием гидротрансформатора, как в автоматической трансмиссии, вместо использовавшегося в системе Saxomat второго центробежного сцепления.
На восточногерманских автомобилях Trabant и Wartburg устанавливалась близкая по функциональности самостоятельно разработанная система, называвшаяся Hycomat (отличалась использованием гидроприводов вместо пневматики)
В практике отечественного автомобилестроения сходная по принципу действия система автоматического электропневматического привода сцепления, отличавшаяся отсутствием центробежного сцепления, использованием штатного гидропривода сцепления и конструктивным оформлением управляющего блока, устанавливалась на инвалидные модификации автомобилей ЗАЗ (ЗАЗ-968МР). Позднее существовала и устанавливалась по заказу аналогичная система для «Оки» и других отечественных автомобилей.
По мере распространения в Европе «настоящих» автоматических трансмиссий, автоматическое сцепление Saxomat и его аналоги вышли из употребления, но в девяностые годы их идея (но не принцип действия) была возрождена в лице системы Sentronic фирмой Saab. В наши дни применяются системы автоматического сцепления, имеющие сходную функциональность, но как правило иное техническое исполнение — например, российская электромагнитная система «МегаМатик», устанавливавшаяся на инвалидные модификации «Оки».

## Управление автомобилем с Saxomat
Управление автомобилем с полуавтоматической трансмиссией Saxomat напоминало нечто среднее между управлением автомобилями с механической и автоматической трансмиссией: педалей было всего две — тормоз и акселератор, но передачи водителю все же приходилось переключать вручную.
Чтобы тронуться с места на автомобиле с трансмиссией Saxomat, требовалось просто перевести рычаг коробки передач в положение первой передачи (сцепление выключалось автоматически при прикосновении к рычагу переключения) и отпустить рычаг, после чего срабатывал калиброванный клапан в блоке управления, постепенно наполняющий полость диафрагменного механизма воздухом, благодаря чему сцепление плавно отпускалось и машина трогалась без рывков. Для более динамичного старта требовалось достаточно резко нажать на педаль акселератора (чтобы «бросить» сцепление).
При езде водитель переключал передачи как обычно, но без выжима сцепления, также выключая сцепление прикосновением к рычагу и включая его нажатием на акселератор, причём переключения в большинстве случаев производились мягко и без рывков. Система допускала использование торможения двигателем. Как и автомобиль с автоматической коробкой передач, машину с Saxomat-ом можно было полностью остановить, не выключая передачи, при этом срабатывало центробежное сцепление, и двигатель, работающий на холостом ходу, оказывался разобщен с трансмиссией, — чтобы тронуться, было достаточно просто нажать на акселератор; этот режим работы был особенно удобен для движения в заторах.

## Принцип работы
На автомобилях с системой Saxomat вращение на первичный вал коробки передач передавалось через два независимых друг от друга сухих однодисковых сцепления — большего и меньшего диаметра, первое из которых устанавливалось непосредственно на маховике двигателя, а второе — было связано с ним через муфту свободного хода, которая не давала первичному валу коробки передач вращаться со скоростью более высокой, чем развиваемая коленчатым валом двигателя. Крутящий момент передавался с двигателя на трансмиссию только тогда, когда оба сцепления были включены, однако благодаря муфте свободного хода мог передаваться в обратном направлении в режиме торможения двигателем даже при выключенном центробежном сцеплении. Описанную конструкцию не следует путать с многодисковым сцеплением или преселективными коробками передач с двумя сцеплениями, каждое из которых управляет собственным первичным валом.
Управление первым и вторым сцеплениями осуществлялось раздельно, двумя полностью независимыми друг от друга автоматами — центробежным, управлявшим диском сцепления большего диаметра и обеспечивавшим трогание с места и разобщение двигателя с трансмиссией при падении оборотов двигателя до определённого порогового значения, и электропневматическим, управлявшим диском сцепления меньшего диаметра и обеспечивавшим переключение передач.
Центробежный автомат, управлявший первым сцеплением, по принципу действия напоминал центробежное сцепление, используемое в наше время на скутерах — в нём имелось десять цилиндрических грузиков, которые при повышении оборотов двигателя до 950…1000 об/мин смещались наружу под воздействием центробежной силы и при посредстве нажимного диска начинали нажимать на ведомый диск сцепления, прижимая его к маховику. Полное включение центробежного сцепления (без проскальзывания дисков) происходило при оборотах двигателя в районе 1500 об/мин. При падении оборотов двигателя ниже 950…1000 об/мин оно автоматически выключалось и позволяло полностью остановить машину со включенной передачей, а затем тронуться, не прикасаясь к рычагу переключения передач. При этом за счёт наличия муфты свободного хода в приводе второго сцепления возможность использования торможения двигателем сохранялась и после срабатывания первого (центробежного) сцепления, вплоть до достижения коленчатым валом оборотов холостого хода, а при заглушенном двигателе — и вплоть до полной остановки, так как крутящий момент от трансмиссии передавался на коленчатый вал через заблокированную муфту свободного хода в обход первого сцепления. Та же самая муфта свободного хода обеспечивала запуск двигателя буксировкой и позволяла оставлять автомобиль припаркованным на наклонном участке дороги со включенной передачей без опасения скатывания — при условии, что была включена передача переднего хода когда автомобиль был припаркован на спуске, и заднего хода — если он стоял на подъёме.

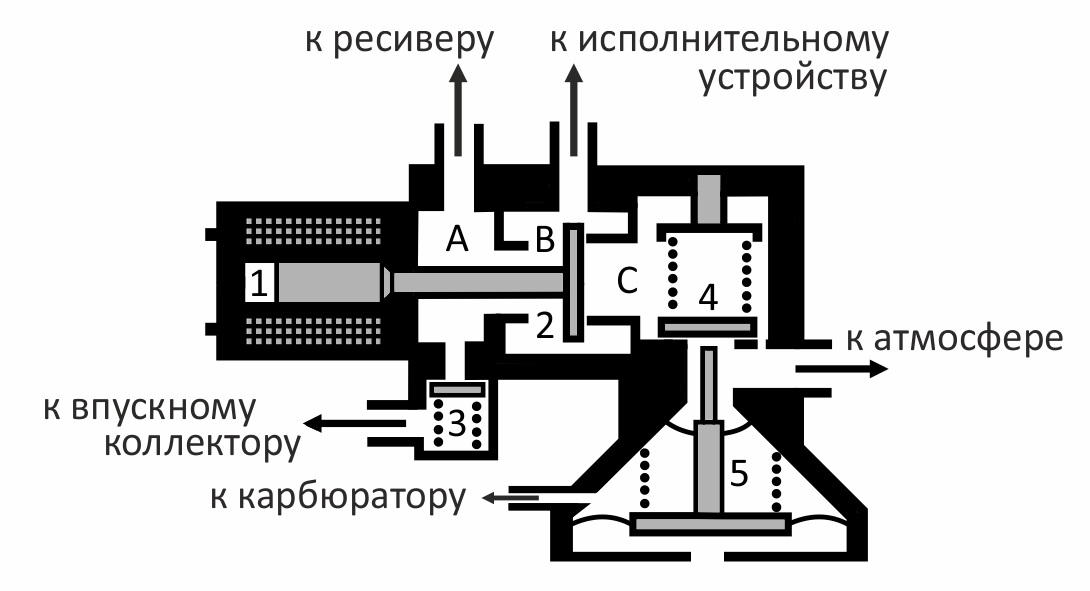
Схема электропневматического блока клапанов системы Saxomat (на обмотку соленоида 1 подан ток, промежуточная полость В разобщена с атмосферной полностью С, но сообщается с вакуумной полостью А, разрежение из которой подаётся в исполнительное устройство).

Электропневматический автомат, управлявший вторым сцеплением, представлял собой блок клапанов, управляемых электричеством либо разницей давлений. Исполнительным устройством служила диафрагма, приводимая в действие разницей между разрежением во впускном коллекторе двигателя и атмосферным давлением — как в вакуумном усилителе тормозов, её шток был посредством рычага соединён с обычным выжимным подшипником сцепления.
В электропневматическом автомате имелись три расположенные друг за другом на одной оси полости — атмосферная (C на схеме), связанная через редукционный клапан (4) с атмосферой, вакуумная (A), связанная через обратный клапан (3) со впускным коллектором, из которого при работающем двигателе отбиралось разрежение, и промежуточная (B), соединённая с двумя другими и с вакуумным исполнительным устройством. Канал, соединяющий эти полости между собой, мог перекрываться электромагнитным клапаном (1), причём при отсутствии напряжения на соленоиде клапана он разъединял вакуумную и промежуточную полости между собой, позволяя промежуточной сообщаться с атмосферной, а при подаче напряжения — соединял промежуточную с вакуумной, одновременно прекращая сообщение между промежуточной и атмосферной. На случай остановки двигателя разрежение запасалось в ресивере, за счёт чего система какое-то время могла работать и при заглушенном моторе (разрежения в нём хватало на одно переключение передачи).
В обычном состоянии (сцепление выключено) тарелка электромагнитного клапана (2) перекрывала канал, соединяющий вакуумную полость с промежуточной, при этом атмосферная полость, промежуточная полость и полость исполнительного устройства были заполнены воздухом под атмосферным давлением.
Как только водитель при включённом зажигании касался рычага коробки передач и сдвигал его в любом направлении на несколько миллиметров, срабатывал микровыключатель в его основании, который подавал напряжение на обмотку соленоида электромагнитного клапана (1). При этом шток клапана (2) выдвигался из соленоида и открывал канал между вакуумной полостью A и промежуточной полостью B, одновременно перекрывая канал, соединяющий промежуточную полость с атмосферной C. При этом в промежуточной полости возникало разрежение, которое также передавалось в полость исполнительного устройства. Исполнительное устройство срабатывало, выключая второе сцепление, после чего водитель мог включить нужную передачу или нейтраль.
После включения нужной передачи водитель отпускал рычаг переключения передач, что отключало обмотку соленоида от напряжения. Шток электромагнитного клапана вдвигался в соленоид, разобщая вакуумную полость с промежуточной и одновременно соединяя промежуточную полость с атмосферной. Разреженный воздух в промежуточной полости при этом смешивался с воздухом под атмосферным давлением, находящимся в атмосферной полости, и в обеих полостях устанавливалось некое промежуточное давление — выше разрежения во впускном коллекторе, но ниже атмосферного.
Так как атмосферная полость была связана с атмосферой не непосредственно, а через редукционный клапан (4), этого промежуточного давления совместно с усилием сжатой пружины клапана оказывалось достаточно для того, чтобы закрыть редукционный клапан, остановив поступление воздуха из атмосферы в атмосферную камеру и, соответственно, дальнейшее падение давления в ней и в промежуточной камере. При этом второе сцепление оказывалось в промежуточном положении, соответствующем моменту начала «схватывания», когда диск сцепления входит в контакт с маховиком, и, если обороты двигателя превышали порог срабатывания центробежного сцепления, машина начинала плавно трогаться. На этом заканчивалась первая фаза отпускания сцепления.
Наряду с редукционным клапаном атмосферная полость была связана с атмосферой также через калиброванный жиклёр, через который она продолжала постепенно заполняться атмосферным воздухом. Так как давление в ней при этом оставалось выше порога срабатывания редукционного клапана, он оставался закрытым и поступление воздуха было очень медленным, соответствующим плавному отпусканию сцепления при трогании. В течение этой второй фазы отпускания сцепления происходило уравнивание давления в атмосферной и промежуточной полостях (а значит — и в полости исполнительного устройства) с атмосферным, вследствие чего второе сцепление плавно включалось. Когда давления сравнивались, второе сцепление включалось полностью.
Описанный выше режим работы управляющего блока использовался при плавном трогании, когда водитель почти не касался педали акселератора и разрежение во впускном тракте выше дроссельной заслонки оставалось незначительным. Если же водитель после отпускания рычага переключения передач резко нажимал на педаль акселератора, возникающее при этом выше дроссельной заслонки разрежение передавалось по трубке в полость под диафрагмой принудительного вакуумного привода редукционного клапана. Атмосферное давление сдвигало диафрагму этого привода, которая через шток (5) толкала редукционный клапан, открывая его и сообщая атмосферную и промежуточную полости непосредственно с атмосферой, вследствие чего они, а также и полость вакуумного исполнительного устройства, заполнялись воздухом под атмосферным давлением и второе сцепление быстро включалось — тем быстрее, чем сильнее водитель нажимал на акселератор. Автомобиль динамично трогался с места.
Переключение передач в движении происходило полностью аналогичным образом — водитель выключал служившее для переключения передач второе сцепление касанием рычага переключения передач, а выключал — либо просто отпуская рычаг (плавно), либо резким нажатием акселератора («бросая» второе сцепление).

## Преимущества и недостатки
Система Saxomat и её аналоги существенно упрощали управление автомобилем, однако вследствие сложной для тех лет конструкции надежность автоматического сцепления всё же оставляла желать лучшего — в этом система уступала как обычной механической, так и гидромеханической автоматической трансмиссии. В частности, очень сложно было обеспечить полную герметичность уплотнений многочисленных клапанов электропневматического автомата, при наличии же негерметичности какого либо уплотнения вся его работа, построенная на точно заданной при проектировании и настройке разнице давлений в различных полостях, нарушалась.
Кроме того, Saxomat всё же требовал определённого навыка при использовании — например, хотя сцепление и управлялось автоматикой, водителю приходилось самостоятельно переключать передачи и, работая педалью акселератора, уравнивать скорости валов в коробке передач для достижения плавного и бесшумного переключения — что значительно усугублялось тем, что часто эту систему применяли в паре с коробками передач, у которых синхронизаторы имелись лишь на двух-трёх высших передачах.
Более того, несовершенство действовавшего по сравнительно примитивному алгоритму элекропневматического автомата, не имевшего возможности полноценно адаптироваться к реальным дорожным условиям, порой становилось причиной толчков при трогании или переключении передач, делая езду менее комфортной по сравнению с обычным приводом сцепления от педали и затрудняя трогание в тяжёлых дорожных условиях (подъём, грязь).
Полноценно задачу автоматизации управления сцеплением позволило решить лишь внедрение электронных устройств с программным управлением, ставших доступными на массовых автомобилях только в последние десятилетия. В шестидесятые же годы система Saxomat и её аналоги довольно быстро вышли из употребления — вскоре после распространения в Европе настоящих автоматических коробок передач.
В девяностые годы на автомобилях SAAB кратковременно предлагалась похожая на Saxomat по функциональности, но полностью отличная по конструктивному исполнению система автоматического сцепления Sentronic, использовавшая микрокомпьютерное управление и лишённая практически всех свойственных Saxomat и его аналогам недостатков, но также не отличавшаяся рекордной надёжностью (на многих автомобилях трансмиссия Sentronic была в процессе эксплуатации заменена традиционным сцеплением, был даже выпущен специальный набор для такой переделки).